# Шумский, Сергей Васильевич
Сергей Васильевич Шумский (настоящая фамилия Чесноков; 7 (19) октября 1820, Москва — 6 (18) февраля 1878, там же) — русский драматический актёр.

## Биография
Сергей Шумский происходил из московской мещанской семьи. Окончил Московское театральное училище, куда поступил ещё подростком и где был любимым учеником М. С. Щепкина, с семьей которого он тесно подружился и в доме которого познакомился с выдающимися деятелями культуры своего времени — артистами, писателями, драматургами, литературными критиками, художниками.
Обратил на себя внимание в 1830 году исполнением в учебном спектакле роли актёра Якова Шумского в постановке оперы-водевиля Хмельницкого и В. Н. Всеволжского «Актеры между собою, или Первый дебют актрисы Троепольской». Юному артисту было тогда всего лишь 10 лет. Директор Московской конторы императорских театров Ф. Ф. Кокошкин оставил за ним эту фамилию.

Будучи еще студентом училица, впервые вышел на сцену Малого театра с исполнением неглавных ролей, в том числе роли Добчинского «Ревизоре» Гоголя (1836, первая постановка в Москве), и эта работа получила одобрение Виссариона Белинского:
«Г-н Шумский, играющий Добчинского, превосходен….Вид какого-то добродушного идиота, провинциальность природы, какие он умеет принимать на себя, все это выше похвал».
В 1841 году после окончания училища, был принят в труппу Малого театра.
До 1847 выступал преимущественно в водевилях, исполняя роли: Дюкро, Мотылькова («Два купца и два отца», «Барская спесь и Анютины глазки» — водевили Д. Ленского), Огрызкова («Путаница» Фёдорова). Исполнял также роли молодого Глова («Игроки» Гоголя) и г-на N («Горе от ума» Грибоедова) — всего только за это время им сыграно на сцене Малого театра более шестидесяти ролей.
В 1847, получив отпуск для практики в провинции, по настоянию своего педагога Щепкина, поступил в Одесский театр на исполнение ведущих ролей. Практика в малозначимом провинциальном театре принесла свои плоды. В 1850 году, вернувшись в Малый театр, где проработал до конца жизни, пополнил свой репертуар сложными образами: Кочкарёв («Женитьба», 1850), Загорецкий («Горе от ума», 1850), Хлестаков («Ревизор», 1851). Первый исполнитель на Московской сцене: граф Любин («Провинциалка» Тургенева, 1851, первая постановка в Москве), Кречинский («Свадьба Кречинского», 1855, первая постановка в Москве). Другие роли: в пьесах Островского: Вихорев («Не в свои сани не садись», 1853) Жадов («Доходное место», 1863), Оброшенов («Шутники», 1864), Крутицкий («На всякого мудреца довольно простоты» 1868), Добротворский («Бедная невеста», 1853), Счастливцев («Лес», 1871); Маргаритов («Поздняя любовь», 1873), Грознов («Правда хорошо, а счастье лучше», 1876); в пьесах Мольера: Скапен («Проделки Скапена», 1866), Сганарель («Школа мужей», 1866), Арнольф («Школа женщин», 1869); а также Шприх («Маскарад», 1862), Тропачёв («Нахлебник» Тургенева, 1862), Пустозёров («Мишура» А. Потехина, 1862), Чеглов-Соковнин («Горькая судьбина» Писемского, 1863), Чацкий («Горе от ума» Грибоедова, 1864); Иоанн Грозный («Смерть Иоанна Грозного» А. К. Толстого, 1868); Телятев и Черёмухин («Воробушки», 1867, и «Тетеревам не летать по деревам», 1872, Тарновского, переделки комедий Лабиша), Фигаро («Севильский цирюльник», 1856, и «Женитьба Фигаро», 1868, Бомарше), мистер Форд («Виндзорские проказницы», 1866), Франц Моор («Разбойники» Шиллера, 1868), Плюшкин («Мёртвые души», 1877), роли в пьесах Королева, Кугушева, Лопе де Вега и множество др. За 40 лет сценической деятельности Шумский создал более 500 ролей.
Он считался одним из лучших русских артистов, к нему переходили роли Сосницкого, Мартынова, Самойлова, которые он исполнял в гастрольных поездках. Продолжая щепкинские традиции, Сергей Васильевич Шумский олицетворял собой начало следующего этапа в театральном искусстве — развитие глубоких психологически обусловленных образов. В каждой роли он искал и находил что-то оригинальное, отличающее личность: он раскрывал что-либо существенно новое в характере персонажа, не замеченное его великими предшественниками или иначе ими понятое.

- Так, его Кочкарёв в отличие от интригана, каким играл эту роль Щепкин, раскрывал «ветреную, взбалмошную голову, скорого на все руки, совершенную противоположность с тихим, мнительным и до крайности нерешительным Подколесиным». В Хлестакове, которого перед ним блестяще играл С. Васильев, он давал «молодость, мальчишество»: «легкомысленно, беспечно, как капризный ребенок, вёл он сцену с Осипом и трактирным слугой», «он врал — в III действии — как врут разболтавшиеся мальчики». В Чацком, в отличие от Самарина, он выдвигал «сознание своего достоинства, умственный аристократизм», подчеркивал «зрелость ума и способность обдуманного суждения».
- «По словам авторитетного театрала, „нельзя себе представить ничего уморительнее и оригинальнее созданного Ш. типа старого пройдохи, гоняющегося за приданым“ в комедии „Невесте сорок лет, приданого — сто тысяч“. <…> Игра Ш. была ровная, тонкая, умная, с блестящей отделкой художественных деталей; во всех ролях выливалась его художественная натура».
- «Природа, лишив его всех необходимых для актера внешних качеств и словно сознавая свою вину, удесятерила силу самых выразительных глаз и наградила таковыми Шумского. Глаза заменяли Шумскому все: красоту лица и фигуры, силу и приятность голоса и даже ясность произношения. При появлении Шумского на сцене зритель помимо воли подпадал под власть его магнетических глаз и прощал и даже забывал о всех его недостатках»,— вспоминал А. П. Ленский.
- А. Ф. Кони вспоминал: «И как сознательно-наглядно для мало-мальски чуткого молодого сердца страдал незабвенный Жадов — Шумский!» Глубочайшая драма «маленького», унижаемого всеми человека, над которым так грубо, безжалостно подшутили жестокие в своей сытости люди, раскрывалась актером в роли старика Оброшенова. Одним из самых замечательных созданий Шумского стала роль Аркашки Счастливцева в комедии «Лес».
- «Шумский, когда овладевает ролью, более чем кто-либо носитель её идеи», — отмечал П. Д. Боборыкин.
- «Игра Ш. отличалась высоким мастерством, артистизмом, благородством, тонким вкусом, была проста, естественна, согрета искренним чувством. Актёр рационалистич. склада, Ш. с особым вниманием анализировал и психологически обосновывал роль, добивался не только глубокого воплощения общего замысла автора, но также точности, тонкости отдельных штрихов, деталей. Чёткостью внешнего и внутр. рисунка отличались и эпизодич. роли артиста. Владея иск-вом грима, Ш. никогда не злоупотреблял им и достигал перевоплощения прежде всего внутр. преображением, блестяще использовал выразительность своей мимики, успешно преодолевал присущие ему недостатки (неясность дикции, глухой голос). Актёр „без амплуа“, Ш. сыграл много разнообразных ролей в пьесах Островского, а также в произв. др. рус. и западноевроп. драматургов-классиков».

В конце 60-х гг. перешел на педагогическую работу, преподавал сценическое мастерство в Московской консерватории и поставил там в 1869 г. оперу «Жизнь за царя» Глинки.
Умер в 1878 году. Похоронен на Ваганьковском кладбище (23 уч.).